# Метилнитрит
Метилнитрит - органическое соединение, метиловый эфир из азотистой кислоты, химическая формула CH3NO2. Относится к группе органических нитритов, при стандартных условиях является высокотоксичным газом.

## Получение
- При помощи реакции нитрита серебра с иодметаном:[1]

- Также, метилнитрит без нитрометана может быть получен реакцией иодметана с диоксидом азота:

 2 CH3I + 2 NO2 → 2 CH3NO2 + I2

## Свойства
Метилнитрит - чрезвычайно легковоспламеняющийся и взрывоопасный газ, а также сильный окислитель. При контакте с воздухом образует взрывоопасные смеси. Наличие оксидов металлов увеличивает термическую чувствительность. При смешивании с редуцирующими агентами, включая гидриды, сульфиды и нитриды, может начаться бурная реакция, которая завершится взрывом. Реагирует с неорганическими основаниями с образованием взрывоопасных солей. Взрывается сильнее, чем этилнитрит. Низшие алкилнитриты могут разложиться и взорвать контейнер даже при хранении в холодильнике.
Пары могут вызвать головокружение или удушье, могут быть токсичными при вдыхании в высоких концентрациях. Контакт с газом или сжиженным газом может вызвать ожоги и/или тяжелые травмы.

## Использование
Используется в синтезе нитритов и нитроэфиров, ранее использовался как ракетное топливо.